# Iulie 1982
Acest articol este generat integral pe baza informațiilor din articolul 1982 și este actualizat periodic de un robot.
 Editările făcute în articol vor fi șterse la următoarea actualizare! Dacă doriți să faceți modificări, editați articolul-sursă.

ianuarie -
februarie -
martie -
aprilie -
mai -
iunie -
iulie -
august -
septembrie -
octombrie -
noiembrie -
decembrie
Iulie 1982 a fost a șaptea lună a anului și a început într-o zi de joi.

## Evenimente
- 1 iulie: Danemarca preia Președinția Consiliului Comunităților Europene.
- 11 iulie: Italia învinge Germania de Vest cu 3-1 și câștigă Campionatul Mondial din Spania.

## Nașteri
- 1 iulie: Anelia (Aneliya Georgieva Atanasova), cântăreață bulgară
- 2 iulie: Nicoleta Dincă, handbalistă română
- 4 iulie: Alina Pușcău, actriță română
- 5 iulie: Alberto Gilardino, fotbalist italian (atacant)
- 5 iulie: Philippe Gilbert, ciclist belgian
- 6 iulie: Ionuț Alin Rada, fotbalist român
- 6 iulie: Ionel-Dănuț Cristescu, politician
- 7 iulie: Jan Laštůvka, fotbalist ceh (portar)
- 7 iulie: Leonel Olímpio, fotbalist brazilian
- 8 iulie: Mouna Chebbah, handbalistă tunisiană
- 8 iulie: Alexandru Maximov, fotbalist din R. Moldova (atacant)
- 8 iulie: Ghenadie Orbu, fotbalist din R. Moldova (atacant)
- 9 iulie: Sakon Yamamoto, pilot japonez de Formula 1
- 9 iulie: Boštjan Cesar, fotbalist sloven
- 10 iulie: Sebastian Mila, fotbalist polonez
- 12 iulie: Antonio Cassano, fotbalist italian (atacant)
- 12 iulie: Petar Jovanović, fotbalist bosniac
- 12 iulie: Alexandru Kocsis-Cristea, politician
- 14 iulie: Mbemba Sylla, fotbalist guineean
- 15 iulie: Cristian Dănălache, fotbalist român (atacant)
- 15 iulie: Maksîm Hvorost, scrimer ucrainean
- 15 iulie: Aída María Yéspica Jaime, fotomodel venezuelean
- 16 iulie: Filip-Lucian Iorga, istoric român
- 16 iulie: Carli Anne Lloyd, fotbalistă americană
- 17 iulie: Emil Cosmin Dică, fotbalist român
- 17 iulie: Mihai Pătrașcu, informatician român
- 18 iulie: Carlo Costly (Carlo Yaír Costly Molina), fotbalist din Honduras (atacant)
- 19 iulie: David Júnior Lopes, fotbalist brazilian
- 19 iulie: Jared Padalecki, actor american
- 22 iulie: Yuzo Tashiro, fotbalist japonez (atacant)
- 22 iulie: Arsenie Todiraș, muzician din R. Moldova
- 23 iulie: Lora (Laura Petrescu), cântăreață română
- 23 iulie: Paul Wesley, actor american de film
- 24 iulie: Anna Paquin, actriță neozeelandeză de etnie canadiană
- 24 iulie: Elisabeth Moss, actriță americană
- 25 iulie: Božidar Ćosić, fotbalist sârb
- 26 iulie: Vincent Anstett, scrimer francez
- 28 iulie: Florentina Grecu-Stanciu, handbalistă română
- 30 iulie: Antolín Alcaraz Viveros, fotbalist paraguayan
- 30 iulie: Yvonne Strahovski, actriță australiană
- 31 iulie: Anabel Medina Garrigues, jucătoare spaniolă de tenis
- 31 iulie: Hayuma Tanaka, fotbalist japonez
- 31 iulie: Cristian Țurcanu, fotograf român
- 31 iulie: Victor Ilie, politician

## Decese
Attilio Kossovel, 72 ani, fotbalist și antrenor italian (n. 1909)
Horia Agarici, 71 ani, aviator militar român (n. 1911)
Patrick Dewaere (Patrick Jean Marie Henri Bourdeaux), 35 ani, actor francez (n. 1947)
Roman Jakobson, 85 ani, lingvist american de etnie evreiască (n. 1896)
Simcha Blass, 84 ani, inginer hidrotehnic de etnie evreiască (n. 1897)
Okot p'Bitek, 51 ani, poet ugandez (n. 1931)
Ioan Zugrav, 88 ani, istoric român (n. 1893)
Bishweshwar Prasad Koirala, 67 ani, politician nepalez (n. 1914)
Jean Girault (Jean Jacques Antoine Girault), 58 ani, regizor de film, francez (n. 1924)
Vladimir Smirnov, 28 ani, scrimer sovietic (n. 1954)
Coert Laurens Steynberg, 77 ani, sculptor sud-african (n. 1905)
Jimmy Riddle Hoffa, 69 ani, sindicalist american. (n. 1913)